# Vân Nội
Vân Nội là một xã thuộc huyện Đông Anh thành phố Hà Nội, Việt Nam. 

## Địa lý
Xã Vân Nội nằm ở trung tâm huyện Đông Anh, có vị trí địa lý:
- Phía đông giáp xã Tiên Dương
- Phía tây giáp xã Kim Nỗ và xã Nam Hồng
- Phía nam giáp xã Vĩnh Ngọc
- Phía bắc giáp các xã Bắc Hồng, Nguyên Khê.

Xã Vân Nội có diện tích 6,52 km², dân số năm 2022 là 15.379 người, mật độ dân số đạt 2.358 người/km².

## Hành chính
Xã Vân Nội được chia thành 6 thôn: Thố Bảo, Nhì, Ba Chữ, Đông Tây, Đầm, Viên Nội và khu phố Vân Trì.

## Lịch sử
Đầu thế kỷ XX, địa bàn xã Vân Nội thuộc tổng Tuân Lệ, huyện Đông Anh. 
Năm 1946, hợp nhất xã Vân Trì và xã Viên Nội thành xã Vân Long. 
Năm 1949, hợp nhất các xã: Vân Long, Tân Trạch, Ngũ Lão thành xã Toàn 
Thắng thuộc huyện Đông Anh.
Năm 1955, chia xã Toàn Thắng thành 3 xã: Liên Hiệp, Toàn Thắng và Tân Tiến.
Năm 1965, đổi tên xã Liên Hiệp thành xã Vân Nội.
Ngày 20 tháng 4 năm 1961, Quốc hội ban hành Nghị quyết về việc xã Vân Nội vào thành phố Hà Nội quản lý.

## Giao thông
Xã Vân Nội có tuyến đường 23B chạy qua địa bàn.